# Pam Grier

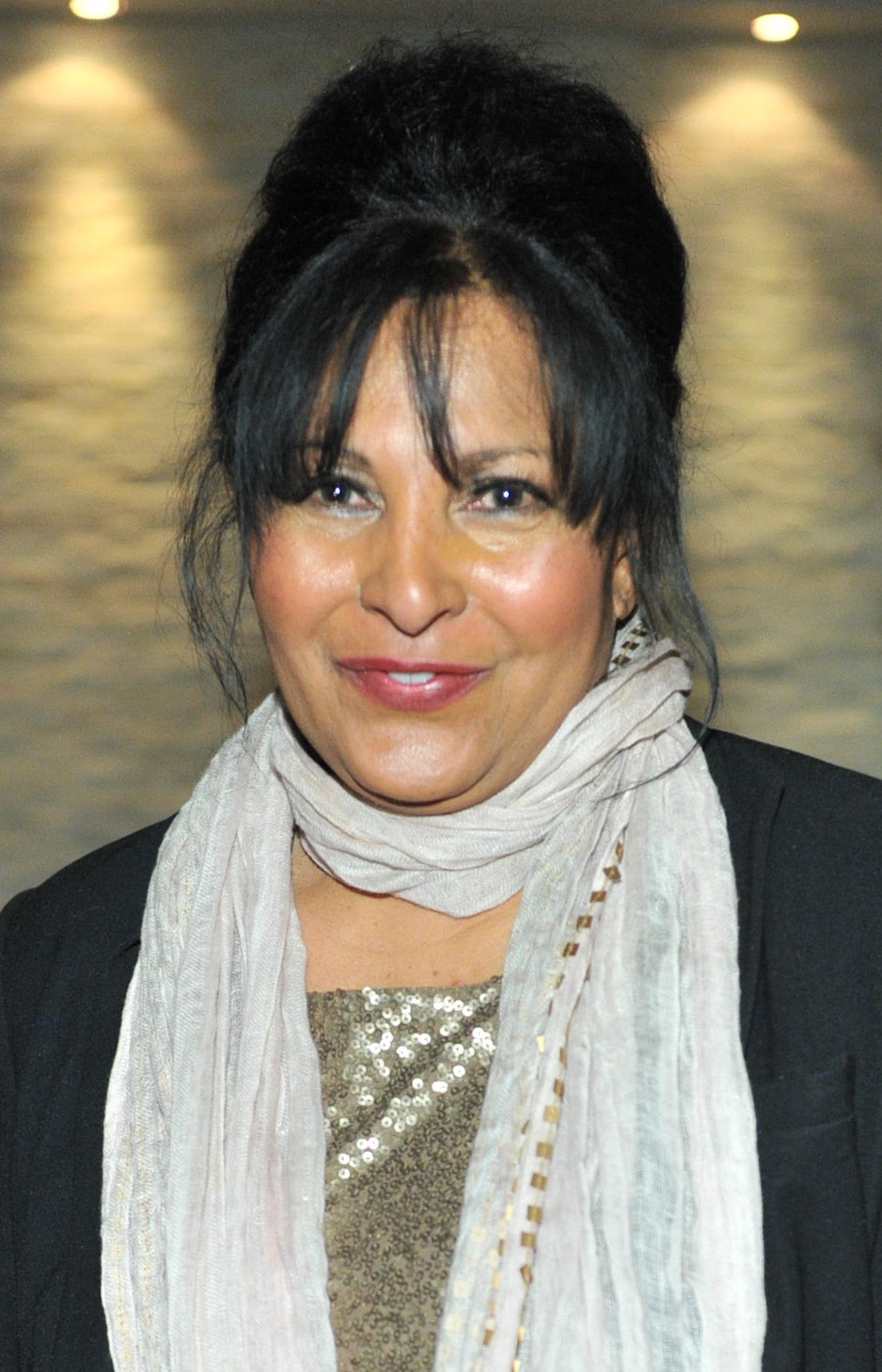
Pam Grier (2012)

Pamela Suzette „Pam“ Grier (* 26. Mai 1949 in Winston-Salem, North Carolina) ist eine US-amerikanische Schauspielerin. In den 1970er-Jahren war sie ein Star des sogenannten Blaxploitation-Genres. 1997 feierte sie mit der Hauptrolle in Quentin Tarantinos Film Jackie Brown ein vielbeachtetes Comeback.

## Leben
Pam Grier ist eins von vier Kindern des Air-Force-Mechanikers Clarence Grier und des Kindermädchens Gwendolyn Samuels. Sie wuchs in Denver, Colorado, auf.
Als Studentin an der Universität Los Angeles war sie Backgroundsängerin für den Komponisten und Sänger Bobby Womack. Dessen Song Across 110th Street wurde Jahre später zum Titelsong des Films Jackie Brown.

### 1970er-Jahre

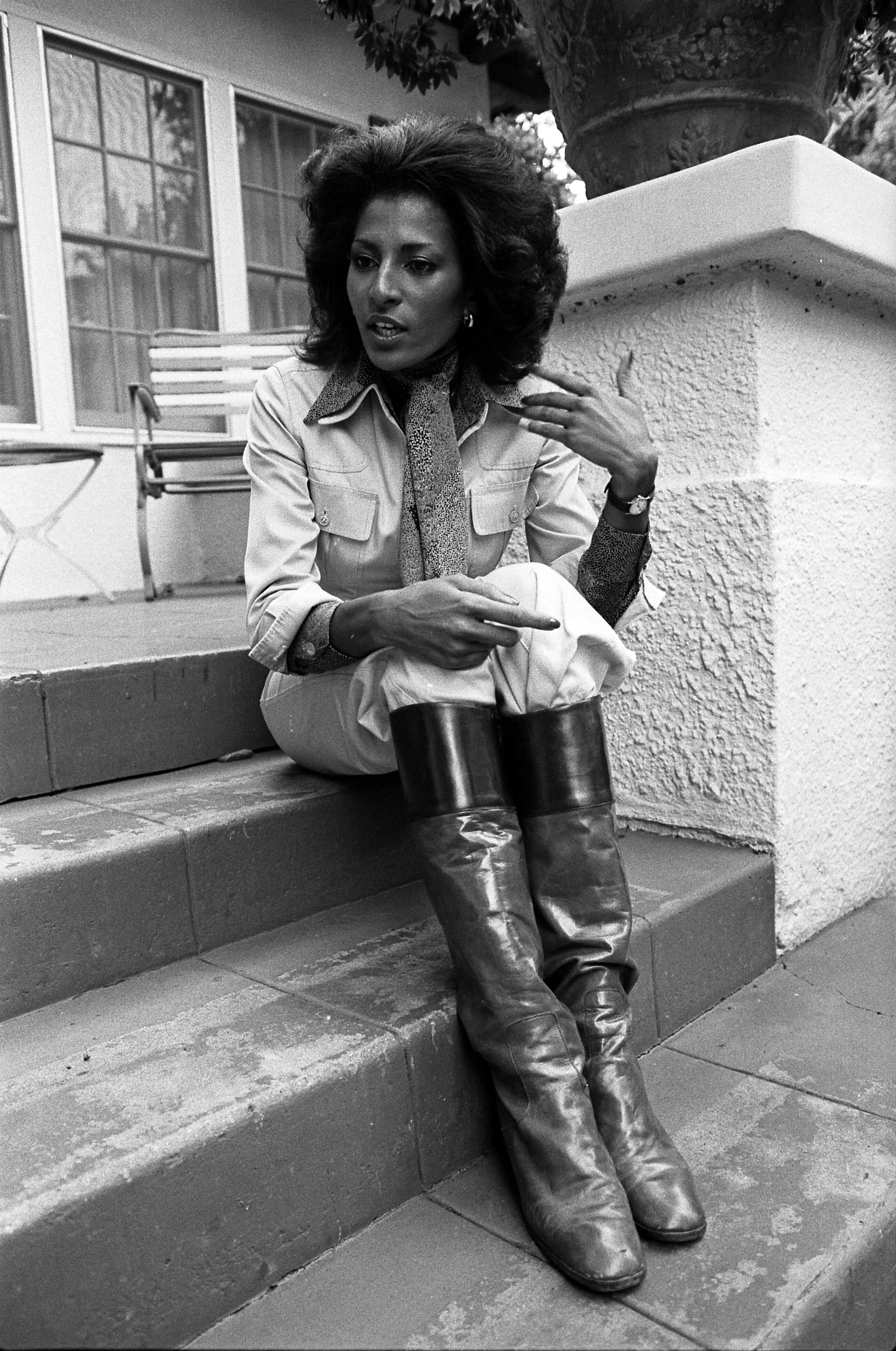
Pam Grier, 1976

Grier wurde von Roger Corman von New World Pictures entdeckt, der sie zunächst als Darstellerin in Frauengefängnisfilmen wie The Big Doll House und The Big Bird Cage besetzte. In den frühen 1970er-Jahren wurde sie zum Star des Blaxploitation-Genres durch ihre Darstellungen als vollbusige und tatkräftige Frau. Diese Rollen brachten ihr einen Fünfjahresvertrag mit Samuel Z. Arkoff von American International Pictures ein. Zu den bekanntesten Filmen dieser Zeit gehören Jack Hills Coffy – die Raubkatze (1973) und Foxy Brown (1974) sowie Friday Foster und William Girdlers Sheba, Baby (1975). Für American International spielte sie auch William Marshalls Vampiropfer in der Blacula-Fortsetzung Scream, Blacula, Scream! (1973).
Ihre frühen Filme wie Women in Cages und The Big Doll House wurden auf den Philippinen gedreht. Dort infizierte sie sich mit einem tropischen Virus, an dem sie beinahe gestorben wäre. Sie verlor ihre Haare und für mehr als einen Monat auch ihre Sehkraft. Es dauerte fast ein Jahr, bis sie sich davon erholt hatte.
Grier war die erste afroamerikanische Frau auf dem Cover des MS. Magazine (Ausgabe August 1975). Das Ebony Magazine wählte sie zu einer der „100 faszinierendsten Frauen des 20. Jahrhunderts“.

### 1980er-Jahre
In den 1980er-Jahren gelang ihr der Wiedereinstieg mit der Krimiserie Miami Vice sowie mit Ray Bradbury und Walt Disney Pictures Something Wicked This Way Comes. 1988 spielte sie an der Seite von Steven Seagal in dem Actionfilm Nico die Rolle der Delores „Jax“ Jackson. Nach einer Krebsdiagnose im selben Jahr gaben ihr die Ärzte noch eine Überlebenszeit von 18 Monaten.

### 1990er- und 2000er-Jahre
Grier war für eine Rolle in Pulp Fiction (1994) vorgesehen. Es stellte sich aber heraus, dass sie für die Rolle als Freundin eines Drogendealers zu groß war, so dass Rosanna Arquette die Rolle der Jody bekam. Tarantino gab ihr daraufhin die Hauptrolle in seinem nächsten Film Jackie Brown (1997), mit dem Grier ihr großes Comeback hatte. In ihrer Titelrolle als Stewardess konnte sie sowohl von ihrer Filmvergangenheit zehren als auch ihre schauspielerische Begabung voll ausschöpfen. Sie wurde für den Golden Globe und einen Image Award nominiert. Tarantino benannte die Figur nach Jackie Burke aus dem Roman Rum Punch von Elmore Leonard als Hommage an Foxy Brown in Jackie Brown um.
Am 17. Oktober 1998 wurde Pam Grier beim 34. Annual Chicago International Film Festival mit dem Career Achievement Award ausgezeichnet.

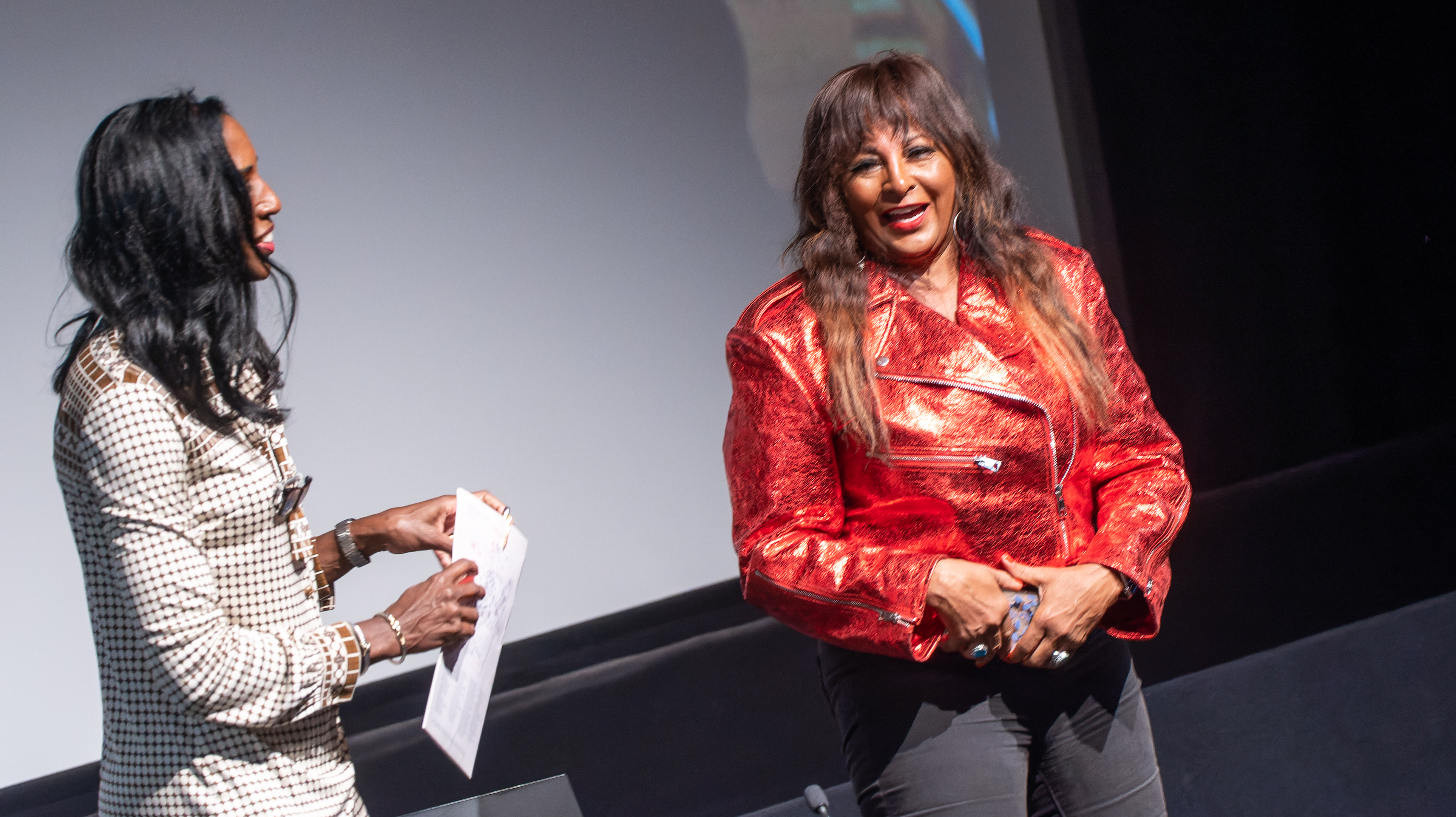
Pam Grier (rechts), 2022

2001 spielte sie in John Carpenters Ghosts of Mars und zusammen mit Snoop Dogg in Bones. Zwischen 2004 und 2008 war sie in der US-Fernsehserie The L Word – Wenn Frauen Frauen lieben in der Rolle der Kate „Kit“ Porter zu sehen.
2010 war Grier die erste Schauspielerin, die den DC-Comic-Charakter Amanda Waller in der US-amerikanischen Fernsehserie Smallville verkörpern durfte. 2012 trat sie im Rahmen des Shock Stock in Toronto auf und präsentierte ihren letzten, 2011 gedrehten Film Woman Thou Art Loosed: On the 7th Day.
Grier lebt mit ihren Pferden auf einer Farm in Colorado.

## Filmografie
- 1970: Blumen ohne Duft (Beyond the Valley of the Dolls)
- 1971: Big Doll House
- 1971: Frauen hinter Zuchthausmauern (Women in Cages)
- 1972: Cool Breeze
- 1972: Hit Man
- 1972: The Big Bird Cage
- 1972: Twilight People
- 1973: Frauen in Ketten (Black Mama, White Mama)
- 1973: Coffy – die Raubkatze (Coffy)
- 1973: Der Schrei des Todes (Scream, Blacula, Scream!)
- 1974: The Arena
- 1974: Foxy Brown
- 1975: Bucktown
- 1975: Friday Foster
- 1975: Sheba Baby
- 1976: Die Sklavenhölle der Mandingos (Drum)
- 1977: Stock Car Race – Höllenjagd auf heißen Pisten (Greased Lightning)
- 1977: La Notte dell’alta marea
- 1979: Roots – Die nächsten Generationen (Roots: The Next Generations)
- 1980: Love Boat (The Love Boat)
- 1981: The Bronx (Fort Apache, the Bronx)
- 1983: Das Böse kommt auf leisen Sohlen (Something Wicked This Way Comes)
- 1983: Der Fighter (Tough Enough)
- 1985: Badge of the Assassin
- 1985: Runner (On the Edge )
- 1985: Stand Alone
- 1985: Miami Vice
- 1986: Micro-Chip-Man (The Vindicator)
- 1986: Night Court
- 1986: Crime Story
- 1987: Die Nachtschwärmer – The Allnighter (The Allnighter)
- 1987: Die Bill Cosby Show (The Cosby Show)
- 1988: Frank’s Place
- 1988: Nico (Above the Law)
- 1989: Die Killer-Brigade (The Package)
- 1989: Midnight Caller
- 1990: Die Klasse von 1999 (Class of 1999)
- 1990: Unter der Sonne Kaliforniens (Knots Landing)
- 1991: Bill & Ted’s verrückte Reise in die Zukunft (Bill & Ted’s Bogus Journey)
- 1991: Monsters
- 1992: Nimm die Hände von unserer Tochter (A Mother’s Right: The Elizabeth Morgan Story)
- 1992: Pacific Station
- 1993: Posse – Die Rache des Jessie Lee (Posse)
- 1994: The Sinbad Show
- 1994: Der Prinz von Bel-Air (The Fresh Prince of Bel-Air)
- 1995: Shadow Killer (Serial Killer)
- 1995: Happily Ever After: Fairy Tales for Every Child
- 1995: The Marshal
- 1996: Flucht aus L.A. (Escape from L.A.)
- 1996: Mars Attacks!
- 1996: Original Gangstas
- 1996: Sparks
- 1996: The Wayans Bros.
- 1997: Fakin’ Da Funk
- 1997: Jackie Brown
- 1997: Strip Search – Netz des Verbrechens (Strip Search)
- 1998: Pinky and the Brain
- 1998: MADtv
- 1999: Die Festung II: Die Rückkehr (Fortress 2: Re-Entry)
- 1999: Holy Smoke
- 1999: Hayley Wagner, Star
- 1999: Undercover – In Too Deep (In Too Deep)
- 1999: Der zuckersüße Tod (Jawbreaker)
- 1999: Pridemoore II
- 1999: No Tomorrow
- 1999: Law & Order: New York (Law & Order: Special Victims Unit)
- 1999: Family Blessings
- 1999: The Wild Thornberrys
- 1999: Happily Ever After: Fairy Tales for Every Child
- 1999: For Your Love
- 1999: Linc’s
- 2000: Schneefrei (Snow Day)
- 2000: Bad Boys Hunting (Wilder)
- 2001: 3 A.M. – Drei Stunden nach Mitternacht (3 A.M.)
- 2001: Bones – Der Tod ist erst der Anfang (Bones)
- 2001: Ghosts of Mars (John Carpenter’s Ghosts of Mars)
- 2001: Love the Hard Way
- 2001: The Feast of All Saints
- 2001: Strange Frequency
- 2002: Justice League: A Knight of Shadows, Part 1
- 2002: Justice League: A Knight of Shadows, Part 2
- 2002: Pluto Nash – Im Kampf gegen die Mondmafia (The Adventures of Pluto Nash)
- 2002: Baby of the Family
- 2002: Night Visions
- 2002: Law & Order: Special Victims Unit
- 2003: A Decade Under the Influence
- 2003: BaadAsssss Cinema
- 2003: First to Die
- 2004–2009: The L Word – Wenn Frauen Frauen lieben (The L Word, Fernsehserie)
- 2005: Back in the Day
- 2008: Ladies of the House
- 2010: Smallville
- 2010: Just Wright
- 2011: Larry Crowne
- 2012: Woman Thou Art Loosed: On the 7th Day
- 2012: Mafia
- 2012: The Man with the Iron Fists
- 2015: Die Cleveland-Entführung (Cleveland Abduction, Fernsehfilm)
- 2017: Bad Grandmas
- 2017: Being Rose
- 2018: This Is Us – Das ist Leben (Fernsehserie, 1 Folge)
- 2019: Dancing Queens (Poms)
- 2019: Bless This Mess (Fernsehserie, 6 Folgen)
- 2023: Cinnamon
- 2023: Friedhof der Kuscheltiere: Bloodlines (Pet Sematary: Bloodlines)
- 2024: Them (Fernsehserie, 8 Folgen)

## Auszeichnungen
- 1998: Screen Actors Guild Awards, nominiert in der Kategorie Outstanding Performance by a Female Actor in a Leading Role für Jackie Brown
- 1998: Satellite Awards, nominiert für den „Golden Satellite Award“ in der Kategorie Best Performance by an Actress in a Motion Picture – Comedy or Musical für Jackie Brown
- 1998: Image Awards, nominiert in der Kategorie Outstanding Lead Actress in a Motion Picture für Jackie Brown
- 1998: Golden Globes, USA, nominiert in der Kategorie Best Performance by an Actress in a Motion Picture – Comedy or Musical für Jackie Brown
- 1998: Academy of Science Fiction, Fantasy & Horror Films, USA, nominiert für den Saturn Award in der Kategorie Best Actress für Jackie Brown
- 1999: Image Awards, nominiert in der Kategorie Outstanding Lead Actress in a Comedy Series für Linc’s
- 2000: Image Awards, nominiert in der Kategorie Outstanding Actress in a Comedy Series für Linc’s
- 2000: Daytime Emmy Awards, nominiert in der Kategorie Outstanding Performer in an Animated Program für Happily Ever After: Fairy Tales for Every Child (Episode The Empress’ Nightingale)
- 2000: Csapnivalo Awards, Gewinnerin des „Golden Slate“ in der Kategorie Best Female Performance für Jackie Brown
- 2002: Image Awards, nominiert in der Kategorie Outstanding Actress in a Television Movie, Mini-Series or Dramatic Spezial für 3.A.M.
- 2002: Black Reel Awards, nominiert in den Kategorien Network/Cabel – Best Actress für 3.A.M. und Theatrical – Best Actress für Bones
- 2003: Image Awards, nominiert in der Kategorie Outstanding Supporting Actress in a Drama Series für Law & Order: Special Victims Unit
- 2004: Image Awards, nominiert in der Kategorie Outstanding Supporting Actress in a Drama Series für Law & Order: Special Victims Unit
- 2005: Image Awards, nominiert in der Kategorie Outstanding Supporting Actress in a Drama Series für The L Word
- 2006: Image Awards, nominiert in der Kategorie Outstanding Supporting Actress in a Drama Series für The L Word
- 2008: Image Awards, nominiert in der Kategorie Outstanding Supporting Actress in a Drama Series für The L Word